# Martin O’Neill
Martin Hugh Michael O’Neill, OBE (Kilrea, 1952. március 1. –) északír válogatott labdarúgó, edző.

## Kitüntetés
- A Brit Birodalom Rendje: — 2004[1]

## Statisztikái

### Góljai a válogatottban
| # | Dátum                | Helyszín  | Verseny     | Gól | Végeredmény | Competition                                    |
| - | -------------------- | --------- | ----------- | --- | ----------- | ---------------------------------------------- |
| 1 | 1973. március 28.    | Coventry  | Portugália  | 1–0 | 1–1         | 1974-es labdarúgó-világbajnokság-selejtező     |
| 2 | 1973. május 16.      | Glasgow   | Skócia      | 1–0 | 2–1         | Brit házibajnokság                             |
| 3 | 1974. október 30.    | Stockholm | Svédország  | 2–0 | 2–0         | 1976-os labdarúgó-Európa-bajnokság (selejtező) |
| 4 | 1978. május 13.      | Glasgow   | Skócia      | 1–1 | 1–1         | Brit házibajnokság                             |
| 5 | 1980. június 11.     | Sydney    | Ausztrália  | 2–0 | 2–1         | Barátságos mérkőzés                            |
| 6 | 1980. június 15.     | Melbourne | Ausztrália  | 1–1 | 1–1         | Barátságos mérkőzés                            |
| 7 | 1983. március 30.    | Belfast   | Törökország | 2–0 | 2–1         | 1984-es labdarúgó-Európa-bajnokság (selejtező) |
| 8 | 1983. szeptember 21. | Belfast   | Ausztria    | 3–1 | 3–1         | 1984-es labdarúgó-Európa-bajnokság (selejtező) |

## Edzői statisztika
2018. november 19-én lett frissítve.
| Csapat            | Nemzet   | –tól               | –ig                | Mérleg     | Mérleg | Mérleg | Mérleg | Mérleg |
| M                 | GY       | D                  | V                  | Győzelem % |        |        |        |        |
| ----------------- | -------- | ------------------ | ------------------ | ---------- | ------ | ------ | ------ | ------ |
| Wycombe Wanderers | Anglia   | 1990. február 7.   | 1995. június 13.   | 262        | 140    | 63     | 59     | 53,44  |
| Norwich City      | Anglia   | 1995. június 13.   | 1995. december 17. | 20         | 9      | 7      | 4      | 45,00  |
| Leicester City    | Anglia   | 1995. december 21. | 2000. június 1.    | 223        | 85     | 68     | 70     | 38,12  |
| Celtic            | Skócia   | 2000. június 1.    | 2005. május 31.    | 282        | 213    | 29     | 40     | 75,53  |
| Aston Villa       | Anglia   | 2006. augusztus 5. | 2010. augusztus 9. | 190        | 80     | 60     | 50     | 42,11  |
| Sunderland        | Anglia   | 2011. december 3.  | 2013. március 30.  | 66         | 21     | 20     | 25     | 31,82  |
| Írország          | Írország | 2013. november 5.  | 2018. november 21. | 55         | 19     | 20     | 16     | 34,55  |
| Nottingham Forest | Anglia   | 2019. január 15.   |                    | 0          | 0      | 0      | 0      | —      |
| Összesen          | Összesen | Összesen           | Összesen           | 948        | 479    | 236    | 233    | 50,53  |